# 富士山有料道路

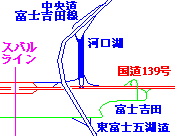
富士吉田インターチェンジ周辺の図

富士山有料道路（ふじさんゆうりょうどうろ）は、山梨県南都留郡富士河口湖町から富士山吉田口五合目付近に至る有料道路である。開通時に富士スバルラインという愛称名が付けられた。
原動機付自転車・自転車も通行可能。

## 概要

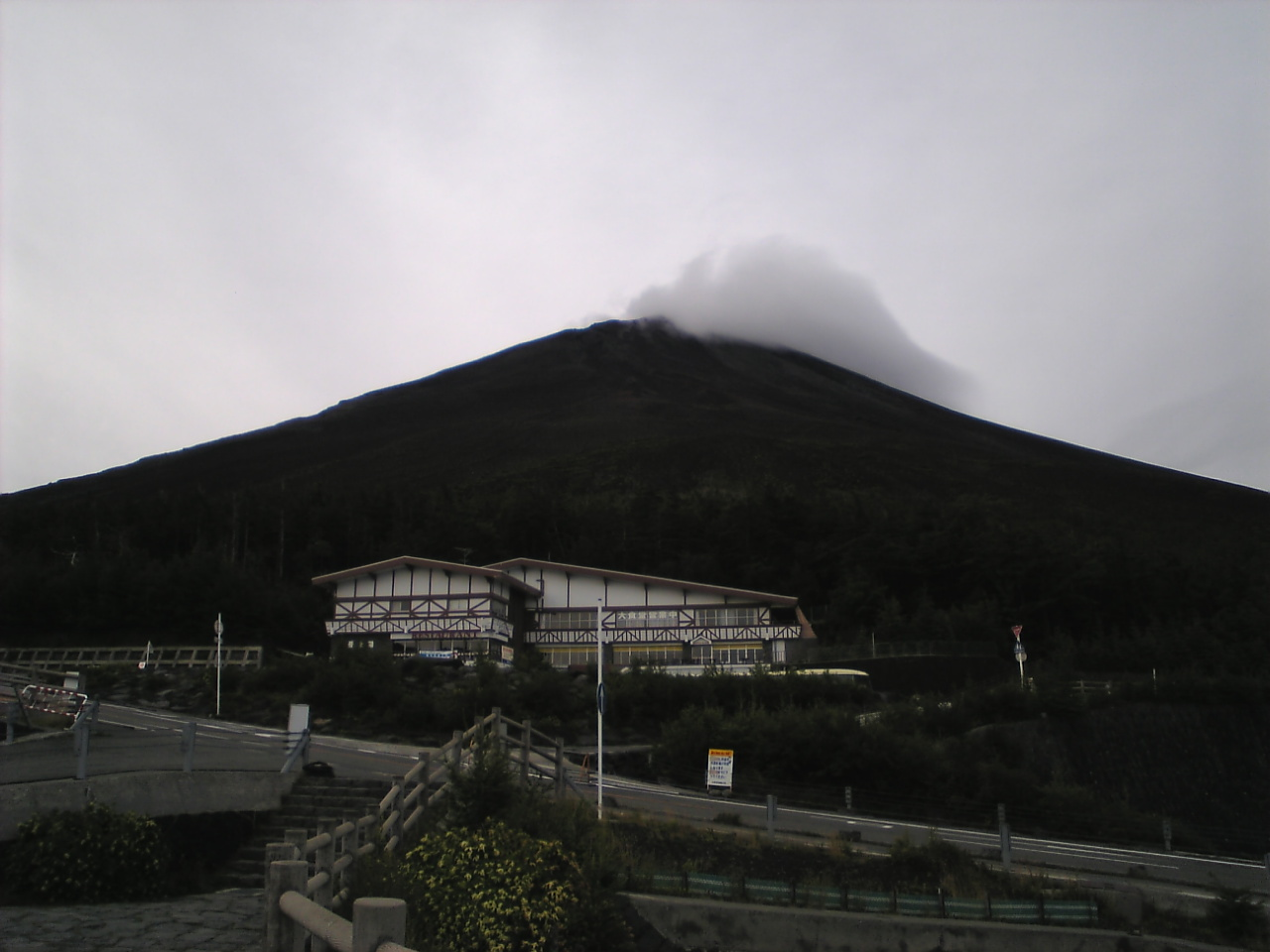
終点・富士山五合目（2007年9月）

山梨県南都留郡富士河口湖町船津の中央自動車道河口湖インターチェンジ (IC) ・東富士五湖道路富士吉田ICおよび国道139号から、富士山の北斜面を登って富士山五合目（吉田口五合目）までの、延長約29.5キロメートル (km) 、標高差約1200メートル (m) の山岳ドライブウェイで、富士五湖地域の主要観光道路である。
富士山有料道路は道路の正式名称で、道路全線の路線名は、山梨県道707号富士河口湖富士線に認定されている。有料道路として開通し2005年（平成17年）に料金徴収期間を満了したが、その後は維持管理有料制度に移行し、引き続き有料での運営が継続されている。なお、運営は山梨県道路公社が行っている。
8月の夏期シーズン中は、平日でも富士登山客で大変混雑することから、交通渋滞の防止と環境保護のため、静岡県側の表富士周遊道路（富士山スカイライン）の登山区間とともにマイカー規制が実施される。冬季閉鎖はない。
富士スバルラインは、雄大な富士の自然と景観の中を走る道路として、同県道路線上にある河口湖大橋とともに高い評価を受けている。旧建設省と「道の日」実行委員会により制定された「日本の道100選」の「雄大な富士の道」として選ばれており、その顕彰碑は国道139号交点・スバル立体付近の沿道にある。

### 路線データ
- 区間：山梨県南都留郡富士河口湖町・国道139号交差点（標高867m） - 富士山五合目付近（標高2,305 m）
- 延長：29.52 km[要出典]

## 歴史
富士山五合目は、古くは江戸時代から富士登山（富士講）の玄関口として賑わった。戦後は道路の整備が進み、1952年（昭和27年）から富士急行が富士山登山バスを運行開始。1957年（昭和32年）7月には昭和天皇、香淳皇后が同社の登山バスで五合目に行幸啓している。その後、富士スバルラインとして1964年（昭和39年）に開通。以来、50年以上の歴史を持つ。山梨県営初の有料道路で、1964年東京オリンピック開催に合わせて開通した。富士山有料道路の開通により、山頂側の富士五合目は富士登山や富士観光の一大ポイントとなっている。五合目より下の吉田口などの登山道は利用者が減少することとなり、これにより登山道に所在する山小屋は衰退し、山小屋に安置されていた富士信仰に関する彫像の多くも山から下ろされ所在地を移転している。

### 年表
- 1964年（昭和39年）3月27日 - 高円宮憲仁親王を招いての完成式典を河口湖入口にて開催。
- 1964年（昭和39年）4月1日 - 供用開始。
- 1987年（昭和62年）8月10日 - 河口湖大橋とともに、「日本の道100選」に選定される[9]。
- 2005年（平成17年）6月7日 - 料金徴収期間満了に伴い、維持管理有料制度に移行。富士山有料道路の起点が、料金所の手前の交差点に変更になる。

## 路線状況
中央自動車道河口湖IC、東富士五湖道路富士吉田ICからすぐアクセスできることから、富士登山道路としてはもっとも多くの観光客が利用する。料金所から五合目までは、約25 kmある。富士山に向かって登りはじめは直線路で、料金所を過ぎたあたりからカーブが増えてくる。四合目までは急なカーブはほとんどない。四合目から五合目までの間に、ヘアピンカーブがあるが連続はしていない。終点の五合目にはレストラン、土産物売店、宿泊施設の各施設がある。
管理事務所では、近年は7月中旬から8月末までの観光シーズンピーク時にマイカー規制を実施し、シャトルバス輸送に切り替えている。また、冬季閉鎖はないが降雪時には迅速な除雪を実施し、利用者の安全性、快適性と環境の調和を重視した通年営業を目指している。本道路は有料道路であるが、自転車や原動機付自転車の通行も可能である。

## 地理
河口湖から富士山五合目まで登り続ける山岳道路で、標高の低い所ではアカマツ、標高の高まりと共にコメツガ、シラビソなどの針葉樹林帯を進む。麓の料金所は標高1,088 m。
富士スバルラインは標高差は約1,200 mあり、山岳道路に付き物である「つづら折り」となる箇所は少なく緩めのカーブでつなぎ、直線区間も多い。経路途中や終点の富士山五合目に展望台や駐車場が設けられており、標高約1,400 mの一合目下駐車場で富士山頂を望み、標高約1,600 mの二合目の樹海台駐車場から、眼下に青木ヶ原樹海が広がる。
標高2,000 m以上の四合目付近の大沢駐車場から、南アルプス、八ヶ岳、静岡側の駿河湾を眺望することができる。四合目から五合目にかけてカラマツなどの古木が点在する景勝地がある。終点の五合目まで登り詰めると、河口湖や青木ヶ原樹海を眼下に、南アルプスや中央アルプス、八ヶ岳、浅間山、秩父方面を望むことができる。
標高2,305 mの富士山五合目は、マイカーで行ける場所としては、富士山スカイラインの新五合目（2,380 m）、川上牧丘林道の大弛峠（2,360 m）に次ぐ、日本で3番目の高所である。

## 将来
構想段階ではあるが、地元財界などの研究では当該道路を事実上廃止し、その跡地に登山鉄道を設置する構想がある。※富士山における鉄道構想も参照。